# Vocalese
Vocalese (parola composta da vocalize più il suffisso -ese a indicare un linguaggio) è uno stile canoro jazz in cui le parole sono adattate a melodie originariamente eseguite come composizione orchestrale o improvvisata. Mentre il fraseggio scat adopera parole improvvisate e prive di senso, scelte per il loro suono e andamento ritmico, il vocalese usa una normale versificazione, a volte improvvisata, a volte scritta sulla base di un assolo preregistrato.
Tra i pionieri del vocalese vanno annoverati i nomi di King Pleasure, Eddie Jefferson (che mise in versi la versione di So What dell'album Kind of Blue) e Babs Gonzalez, mentre tra i gruppi più noti figura Lambert, Hendricks e Ross, composto da Jon Hendricks, Dave Lambert e Annie Ross. Il testo di Ross per la canzone Twisted, basato su un'improvvisazione blues del sassofonista Wardell Gray, rappresenta un classico del genere. Un altro classico è l'esecuzione di Ella Fitzgerald di How High The Moon che combina scat, vocalese, e citazioni da Ornithology (una parafrasi della canzone originale). Altri artisti che si sono cimentati con il genere sono Giacomo Gates, Kurt Elling, Al Jarreau, e i Manhattan Transfer che hanno registrato un album omonimo.
Alcuni cantanti, soprattutto Slim Gaillard, Cab Calloway e Leo Watson erano soliti combinare vocalese e scat nello stesso pezzo.
La maggior parte dei versi scritti per il vocalese sono sillabici piuttosto che melismatici, il che porta ad avere versi in cui molte parole vengono cantate rapidamente per adattarsi ad una data frase, specie su pezzi di origine bebop.